# Yemen en los Juegos Olímpicos de Barcelona 1992
Yemen estuvo representado en los Juegos Olímpicos de Barcelona 1992 por ocho deportistas masculinos que compitieron en dos deportes.
El equipo olímpico yemení no obtuvo ninguna medalla en estos Juegos.